# Volvo P1800

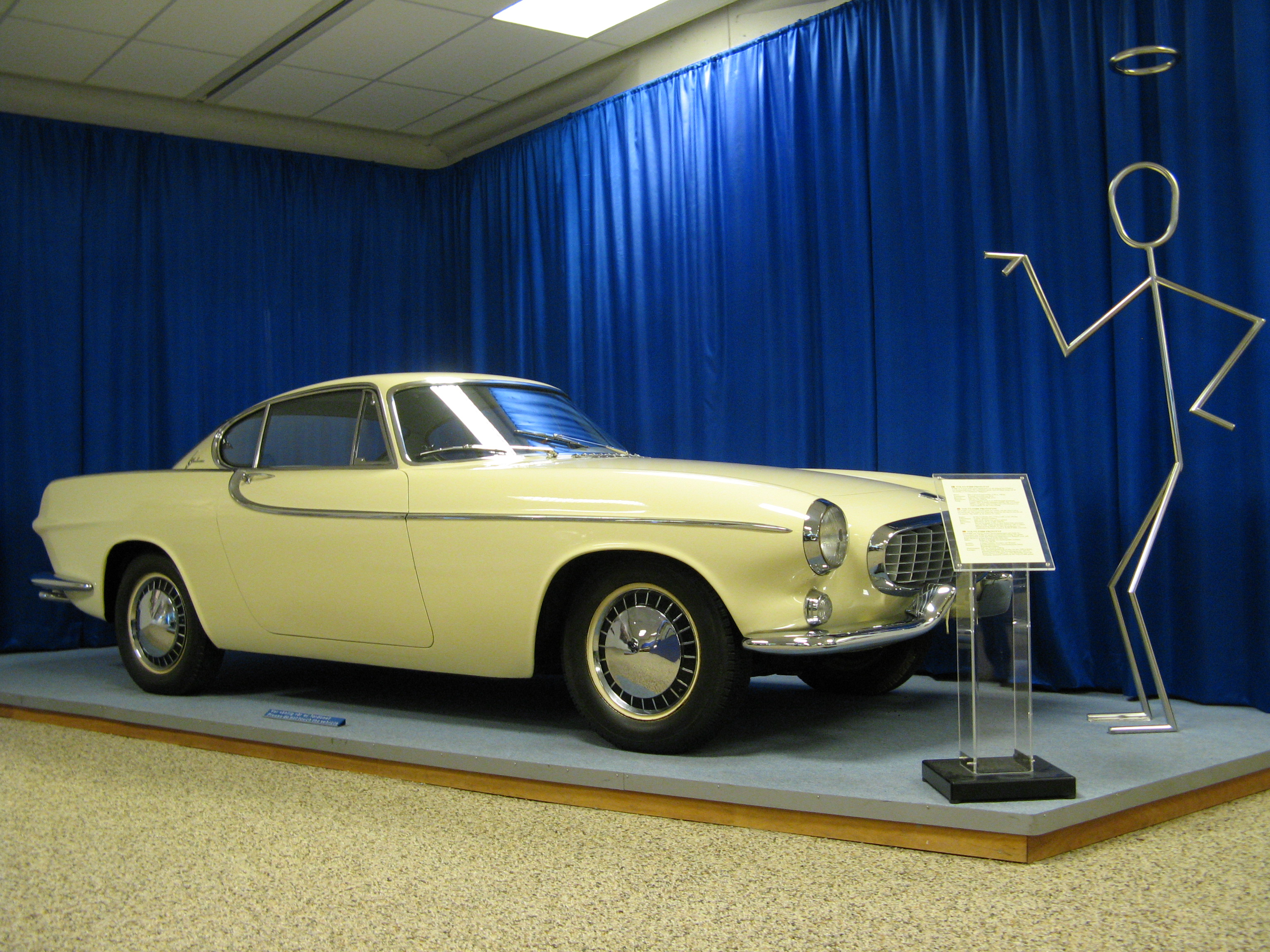
Prototyp P1800, który "wystąpił" w serialu Święty.

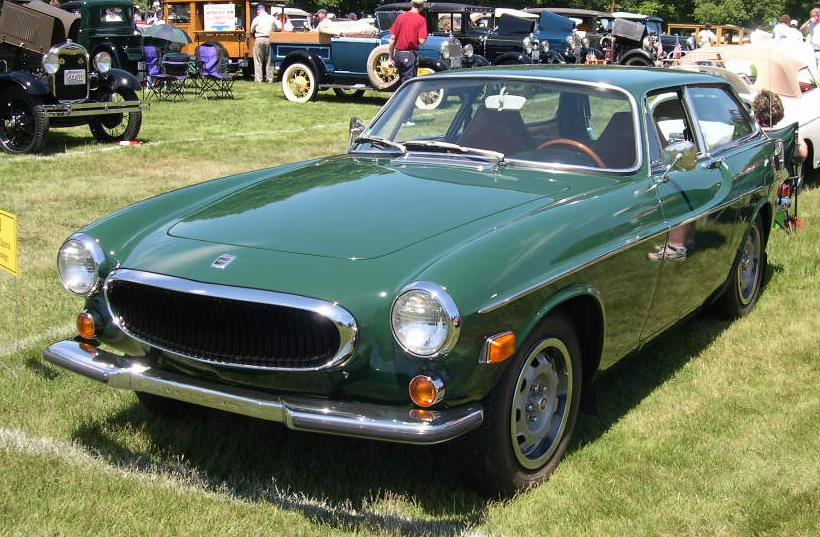
Volvo 1800 ES wagon

Volvo P1800 – klasyczny samochód sportowy produkowany przez firmę Volvo. Pracę nad autem rozpoczęto w roku 1957 aby nadrobić zaległości na rynku samochodów sportowych spowodowane nieudanym modelem Volvo P1900, którego sprzedano jedynie 68 sztuk.
Opiekunem nowego projektu został Helmer Petterson, który w latach 40. był odpowiedzialny za Volvo PV444. Auto wykonał jego syn Pelle Petterson. W 1962 w serialu Święty za kierownicą P1800 zasiadł bohater filmu Simon Templar. Całkowita produkcja modelu 1800 od 1961 do 1973 wyniosła 47 492 sztuk. Produkcję zakończono w 1973 roku.

## Silniki
Volvo P1800 wyposażony był w rzędowy czterocylindrowy silnik B18 o pojemności 1,8 l (1778 cm³) i  mocy 100KM (75 kW), produkowany przez koncern Volvo i montowany w modelach Volvo PV544, Volvo 120 (Amazon) oraz  Volvo 140.
W miarę rozwoju produkcji silniki udoskonalano, stosując między innymi silniki B18 oraz B20. Po przeniesieniu produkcji do Göteborga zaczęto usprawniać jednostkę napędową. Najwyższą moc, bo aż 130 KM, osiągał silnik B20E o pojemności 2000cm³.

## Osiągi
Najwyższa osiągnięta prędkość to około 190 km/h, a przyspieszenie 0-100 km wynosiło 9,5 s.
Irv Gordon przejechał (do 2013) swoim zakupionym w 1966 roku Volvo P1800S ponad 3 000 000 mil (4,8 mln kilometrów). Jest to oficjalny rekord świata w odległości, przejechanej jednym samochodem przez tego samego kierowcę w celach niekomercyjnych wpisany w 2014 roku do księgi rekordów Guinnessa. Gordon zmarł w 2018 roku, przejeżdżając swoim Volvo 3,2 mln mil (5,15 mln km) w ciągu 52 lat.